# Goldfield
Goldfield és una població dels Estats Units a l'estat d'Iowa. Segons el cens del 2000 tenia 680 habitants.

## Demografia
Segons el cens del 2000, Goldfield tenia 680 habitants, 295 habitatges, i 194 famílies. La densitat de població era de 257,4 habitants/km².
Dels 295 habitatges en un 27,5% hi vivien nens de menys de 18 anys, en un 56,9% hi vivien parelles casades, en un 5,1% dones solteres, i en un 34,2% no eren unitats familiars. En el 29,5% dels habitatges hi vivien persones soles el 18% de les quals corresponia a persones de 65 anys o més que vivien soles. El nombre mitjà de persones vivint en cada habitatge era de 2,31 i el nombre mitjà de persones que vivien en cada família era de 2,81.
Per edats la població es repartia de la següent manera: un 22,6% tenia menys de 18 anys, un 7,9% entre 18 i 24, un 24,1% entre 25 i 44, un 22,4% de 45 a 60 i un 22,9% 65 anys o més.
L'edat mediana era de 42 anys. Per cada 100 dones de 18 o més anys hi havia 102,3 homes.
La renda mediana per habitatge era de 32.411 $ i la renda mediana per família de 41.250 $. Els homes tenien una renda mediana de 28.409 $ mentre que les dones 19.886 $. La renda per capita de la població era de 16.983 $. Entorn del 4,2% de les famílies i el 7,2% de la població estaven per davall del llindar de pobresa.

## Poblacions més properes
El següent diagrama mostra les poblacions més properes.